# Моисеевичи (Валдайский район)
Моисеевичи — деревня в Валдайском районе Новгородской области России. Входит в состав Яжелбицкого сельского поселения.
Во времена Новгородской республики и до появления губерний в XVIII веке местность, где располагается д. Моисеевичи, входила в состав Городненского погоста Деревской пятины. В XVIII в. на территории пятины были образованы Крестецкий, Боровичский, Валдайский, а позже Старорусский и Демянский уезды Новгородской губернии.
В 1851 году усердием прихожан в связи с удалённостью от церквей других приходов в Моисеевичах основана деревянная приходская церковь в честь Варлаама Хутынского с приделом Николая Чудотворца.

## География
Деревня находится в юго-восточной части Новгородской области, в зоне хвойно-широколиственных лесов, на северном берегу озера Моисеевского, при автодороге 49Н-0327, на расстоянии примерно 16 километров (по прямой) к юго-западу от города Валдай, административного центра района. Абсолютная высота — 216 метров над уровнем моря.

### Часовой пояс
Деревня Моисеевичи, как и вся Новгородская область, находится в часовой зоне МСК (московское время). Смещение применяемого времени относительно UTC составляет +3:00.

## Население
| 2010 |
| ---- |
| 3    |

Половой состав
По данным Всероссийской переписи населения 2010 года в гендерной структуре населения мужчины составляли 33,3 %, женщины — соответственно 66,7 %.

Согласно результатам переписи 2002 года, в национальной структуре населения русские составляли 92 % из 13 чел.